# Дентон (Монтана)
Дентон (англ. Denton) — таун в округе Фергус (Монтана, США). Согласно переписи 2020 года, население составляет 205 человек.

## История
Почтовое отделение под названием Дентон открылось в 1888 году. Оно было названо в честь округа Миссури, где ранее жил почтмейстер. Когда к этому месту провели железную дорогу, был основан таун.
В декабре 2021 года стремительный пожар охватил Дентон. Двенадцать семей потеряли свои дома. Лесной пожар уничтожил или повредил многие постройки, включая гаражи, амбары и элеваторы. Население было эвакуировано за несколько минут до того, как огонь, охвативший 10 000 акров, достиг тауна.

## География
По данным Бюро переписи населения США, Дентон имеет общую площадь в 1,97 км2. Он полностью располагается на суше. Через таун проходит дорога MT 81.

## Население
| Год переписи                               | Нас. |  | %±     |
| ------------------------------------------ | ---- |  | ------ |
| 1920                                       | 431  |  | —      |
| 1930                                       | 345  |  | −20%   |
| 1940                                       | 406  |  | 17,7%  |
| 1950                                       | 435  |  | 7,1%   |
| 1960                                       | 410  |  | −5,7%  |
| 1970                                       | 398  |  | −2,9%  |
| 1980                                       | 356  |  | −10,6% |
| 1990                                       | 350  |  | −1,7%  |
| 2000                                       | 301  |  | −14%   |
| 2010                                       | 255  |  | −15,3% |
| 2020                                       | 205  |  | −19,6% |
| 1920–2020 — перепись население. Источники: |      |  |        |

## Образование
Государственные школы Дентона обучают учащихся от детского сада до 12-го класса. В 2021 году в средней школе Дентона было 19 учеников.